# Eat This Dickhead!
Eat This Dickhead! är ett musikalbum av det svenska Oi!bandet The Headhunters och släpptes 1998. Eat This Dickhead! är bandets debutalbum. Albumet släpptes av Attitude Records. 2000 köptes bolaget upp av det tyska skivbolaget DIM Records som sedan gav ut albumet med en helt ny layout..

## Låtlista
1. Heroes of the night
2. Dole train
3. The wall
4. Revelation
5. Sensation
6. The best of the boys
7. Spit and spew
8. All the way
9. The river
10. Here today, gone tomorrow
11. Ballad of a broken heart
12. Banned boys Rock 'n' roll